# Komarów-Osada (gemeente)
De gemeente Komarów-Osada is een landgemeente in het Poolse woiwodschap Lublin, in powiat Zamojski.
De zetel van de gemeente is in Komarów.
Op 30 juni 2004 telde de gemeente 5602 inwoners.

## Oppervlakte gegevens
In 2002 bedroeg de totale oppervlakte van gemeente Komarów-Osada 122,79 km², waarvan:
- agrarisch gebied: 87%
- bossen: 7%

De gemeente beslaat 6,56% van de totale oppervlakte van de powiat.

## Demografie
Stand op 30 juni 2004:
| Omschrijving                   | Totaal | Totaal | Vrouwen | Vrouwen | Mannen | Mannen |
| ------------------------------ | ------ | ------ | ------- | ------- | ------ | ------ |
| eenheid                        | aantal | %      | aantal  | %       | aantal | %      |
| inwoners                       | 5602   | 100    | 2825    | 50,4    | 2777   | 49,6   |
| bevolkingsdichtheid (inw./km²) | 45,6   | 45,6   | 23      | 23      | 22,6   | 22,6   |

In 2002 bedroeg het gemiddelde inkomen per inwoner 1313,87 zł.

## Administratieve plaatsen (sołectwo)
Antoniówka, Dub, Huta Komarowska, Janówka Wschodnia, Janówka Zachodnia, Kadłubiska, Komarów Dolny, Komarów-Osada, Komarów Górny, Komarów-Wieś, Kraczew, Krzywystok, Krzywystok-Kolonia, Księżostany, Księżostany-Kolonia, Ruszczyzna, Sosnowa-Dębowa, Swaryczów, Śniatycze, Tomaszówka, Tuczapy, Wolica Brzozowa, Wolica Brzozowa-Kolonia, Wolica Śniatycka, Zubowice, Zubowice-Kolonia.

## Aangrenzende gemeenten
Krynice, Łabunie, Miączyn, Rachanie, Sitno, Tyszowce
- Virtual International Authority File: 4978153834755264450007